# Cheranovsky BICh-7
Il Cheranovsky BICh-7 (in caratteri cirillici БИЧ-7) è stato un innovativo aeroplano progettato e realizzato nel 1926 dall'ingegnere russo-sovietico Boris Ivanovič Čeranovskij, sviluppato per verificare la possibilità di volo dell'ala a delta su un velivolo motorizzato a due posti in tandem.

## Storia
Boris Ivanovič Čeranovskij fu il primo progettista sovietico che costruì aerei con ala a delta, tecnologia che sviluppò durante tutta la sua attività di progettista aeronautico. Egli nel 1929, dopo i primi successi dei suoi alianti senza coda  (il BIch-1 e BIch-2, e soprattutto del primo aereo motorizzato con ala a delta, il BICh-3) sviluppò un primo progetto del BICh-7.
Il BIch-7, di fatto era una replica del BICh-3 con due posti in tandem coperti e più grande di un fattore 1,5. Il predecessore era il BICh-5 bombardiere che non fu mai costruito per mancanza di fondi.
Il BICh-7, nella seconda versione 7A costruita nel 1932, si dimostrò un grande successo tecnologico per l'URSS tant'è che fu mostrato in diversi Air shows.

## Tecnica
Questo era un velivolo costruito in legno che aveva un classico carrello d'atterraggio su due ruote con molle ammortizzanti; del carrello vennero testate diverse tipologie; vennero però eliminati, rispetto al BICh-3, i pattini sulle estremità alari.
I bordi erano rivestiti con pelle sottile e sulle superfici piane con tessuto come per il BICh-3.
Aveva un'ampia pinna con il timone verticale e sull'ampia ala a parabola si trovavano quattro alettoni comandati da tiranti e leve variamente modificati nel tempo; inoltre i due posti erano disposti in tandem e chiusi da un cupolino.
La superficie alare era pari a 34,60 m², la lunghezza 4,95 m e la larghezza era di 12,5 m.
Il peso del velivolo a pieno carico, nella versione 7A, era di 880 kg di cui 93 kg erano per il carburante e l'olio motore.
Montava un motore Bristol Lucifer da 100 hp che gli consentiva una velocità massima di 165 km/h; questo motore fu fonte di problemi per le eccessive vibrazioni.

## Versioni
BICh-7
con deriva verticale molto ampia senza timone, non raccordata con la cabina,si dimostrò molto instabile e difficilmente controllabile.
BICh-7A
con deriva verticale e timone raccordata alla cabina, questa versione si dimostrò stabile e grandemente controllabile.

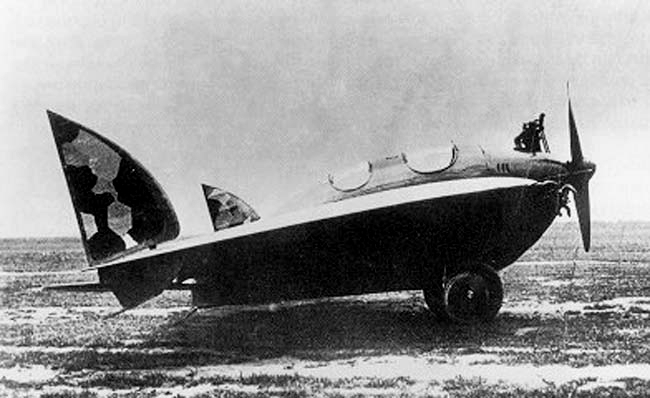
il Cheranovsky BICh-7
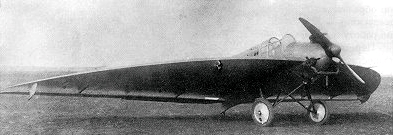
Il Cheranovsky BICh-7A
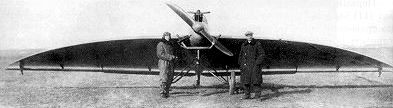
Cheranovsky BICh-7A con costruttore e collaudatore

### Annotazioni
1. ↑  La denominazione del "costruttore" risulta scritta in modo diverso da quella del "progettista" poiché nel secondo caso la traslitterazione del cognome è effettuata secondo il sistema "ISO 9", impiegato come standard convenzionale nelle pagine di Wikipedia in lingua italiana.

### Fonti
1. 1 2 3 4 5  Y. Gordon, E. Gordon e Gunston 2000, p. 31.